# Borassodendron
Borassodendron Becc., 1914 è un genere di piante della famiglia delle Arecacee.

## Tassonomia
Comprende due sole specie:
- Borassodendron borneense J.Dransf., 1972
- Borassodendron machadonis (Ridl.) Becc., 1914